# Albert Gallo
Albert Gallo, soprannominato Kid Blast (New York, 6 giugno 1930), è un mafioso statunitense.
È stato un mafioso della famiglia Colombo, passato in seguito alla famiglia Genovese.
Insieme ai fratelli Joe e Larry contestò la leadership della famiglia Profaci, portando ad un sanguinoso scontro interno che provocò decine di omicidi.

## Inizi
Nato a Red Hook, un quartiere di South Brooklyn, da adolescente fece parte insieme ai fratelli di una banda giovanile del quartiere, chiamata "Prince street". All'inizio degli anni cinquanta i tre fratelli entrarono a far parte della famiglia di Joe Profaci. I fratelli Gallo operarono come "soldati" nel gruppo del capodecina Harry Fontana insieme al futuro boss della famiglia, Carmine Persico.
Le autorità sospettarono che ad uccidere il boss Albert Anastasia fossero stati i fratelli Gallo, su ordine dei boss della "commissione".

## Guerra contro i Profaci
Nel 1959 Profaci ordinò ai fratelli Gallo di uccidere Frank Abbatemarco, che operava come soldato nel loro stesso gruppo e si occupava di scommesse illegali e prestiti ad usura, promettendo di passare loro la gestione di quegli affari. Albert e Joe Gallo, insieme a Joe Gioeli assassinarono dunque Abbatemarco all'interno del ristorante "Cardello", a South Brooklyn. Dopo l'omicidio, tuttavia, le promesse non vennero mantenute e ne nacque una guerra, nella quale i fratelli Gallo furono segretamente sostenuti dai boss di altre famiglie (Anthony Strollo, Carlo Gambino e Gaetano Lucchese).
Dopo un anno di omicidi e sparizioni nel 1961 Joe Gallo venne arrestato e condannato a dieci anni di carcere per estorsione. Il comando del gruppo passò dunque al fratello Albert, con il quale la guerra di mafia con la famiglia Profaci proseguì fino al 1963. Dopo la morte per cause naturali di Joe Profaci, a cui successe come boss della famiglia Joseph Colombo, fu raggiunto un accordo e fu ristabilita la pace.
Con il rilascio nel 1971 di Joe Gallo, la guerra di mafia tuttavia riprese: il 28 giugno dello stesso anno Colombo venne ferito gravemente e restò in coma fino alla morte nel 1978.
Il 7 aprile del 1972 Joe Gallo fu ucciso in un agguato in un ristorante, dove stava festeggiando il proprio 43º compleanno e anche Albert rimase leggermente ferito. L'agguato era stato organizzato da due capidecina della famiglia Colombo, Carmine Persico e Joseph Iacovelli, su ordine del nuovo boss della famiglia, Thomas Di Bella. Albert, che aveva sostituito il fratello alla guida della fazione ribelle, ordinò per rappresaglia l'omicidio di Persico, che tuttavia si salvò dall'agguato.

## Passaggio alla famiglia Genovese
All'interno della fazione ribelle si apre una nuova lotta per il controllo degli affari a South Brooklyn tra Albert Gallo (con Frank Illiano, Steven Borello, Victor Lucci, James Geritano, Steve Carillo) e John Cutrone (con Jerry Basciano e James Giliberti): nella nuova guerra vengono uccisi nel corso del 1974 James Geritano, Jerry Brasciano (1º luglio) e Steve Carillo (1º agosto).
Il 26 agosto del 1974, Joseph Schipani della famiglia Colombo organizzò un incontro per trovare un accordo tra i contendenti. L'11 settembre Illiano subì un tentato omicidio, dal quale tuttavia riuscì a salvarsi e il gruppo di Albert Gallo mantenne il controllo sugli affari a South Brooklyn. John Cutrone venne ucciso il 5 ottobre del 1976 a Flathbush, a Brooklyn.
Verso la metà degli anni settanta, Albert Gallo e Frank Illiano passarono dalla famiglia Colombo alla famiglia Genovese, di cui Gallo divenne capodecina.
| Controllo di autorità | VIAF (EN) 24919697 · ISNI (EN) 0000 0000 2262 6283 · GND (DE) 132525364 · BNF (FR) cb155816248 (data) |